# Torrenueva
Torrenueva è un comune spagnolo di 2 911 abitanti situato nella comunità autonoma di Castiglia-La Mancia.
Vicina alla città di Valdepeñas, i suoi vini sono protetti dalla Denominación de Origen Valdepeñas. Il monumento più importante è la Iglesia de Santiago el Mayor, la chiesa situata tra la Plaza de España e la Plaza de Castilla-La Mancha.
A Torrenueva si festeggia la Borricá, nella quale anticamente si passeggiava per il paese con asini e muli. Al giorno d'oggi è tradizione passeggiare con i cavalli. La festa ha origini religiose e ricorre nel periodo di carnevale.